# Sebastes gilli
Sebastes gilli är en fiskart som först beskrevs av Rosa Smith Eigenmann, 1891.  Sebastes gilli ingår i släktet Sebastes och familjen kungsfiskar. Inga underarter finns listade i Catalogue of Life.